# Правна дисертација о узроку и циљу постојања државе
Правна дисертација о узроку и циљу постојања државе заједно са тезама из васколике правне науке (лат. Dissertatio ivridica de causa, et fine civitatis) је докторска дисертација великог српског добротвора Саве Текелије одбрањена 1786. године у Пешти. 

## О дисертацији
Сава Текелија је дипломирао права у Пешти 1785. године, а следеће године, 26. маја 1786. године, је бранио докторску дисертацију  на Пештанском универзитету на латинском језику. Одбраном дисертације је постао први Србин доктор права не само од Србаља него и от Маџара који нису били професори универзитета. Теза је штампана две године касније, 1788. године на језику на коме је и брањена, тј. на латинском. У првих 29 параграфа Текелија објашњава питања о узроку и циљу постојања државе. После тих разматрања, следе излагања теза из: природног права, општег јавног, међународног, римског, грађанског, кривичног, јавног црквеног, приватног црквеног и угарског права. Неопходан услов за успостављање и функционисање друштва где би људи живели у сигурности и миру Текелија налази у закључењу друштвеног уговора ради потчињавања заједничкој власти. Он изричито одбацује схватања узрока настајања државе као људског незадовољства, природних подстицаја или воље божје. Пошто је открио узрок прелази на дискутовање о циљу постојања државе.
| „ | Установљени су закони и разне одредбе ништа мање ради безбедности него ради угодног живота, то јест ради опште и заједничке среће; њихови нарушиоци су били заустављени одговарајућим казнама, били приморани да надокнаде штету; они којима је недостајала храна или друге ствари могли су их лако добити услед множине оних који су живели заједн9о са њима размењујући ствар за ствар, или посао за ствар; укратко, опажам као да су све многобројне неприлике анархичног стања отклоњене ударцем. (параграф 24 и параграф 25) | ” |

Текелија као и други који су присталице друштвеног уговора, сматра да се друштвеним уговором регулишу не само односи међу грађанима међусобно, него и између њих и државних власти.

### Дух француске енциклопедистике
Дисертација је писана у духу француске праве енциклопедистике и просветитељства. Аутор је отворио многа питања везана за филозофију размишљајући о крупним животним питањима. У то време наука није била уско подељена и дефнисана, а научници су били свестрани у погледу поседовања широког знања и образовања. Текелија је поседовао енциклопедистички ниво знања као и најобразованији људи тадашње Европе. Научници се нису бавили науком ради науке него је сврха био општи напредак друштва. Придржавали су се мисли француских просветитеља који су сматрали да припадници виших слојева треба да раде на културном уздизању и образовању народа. Текелија је увидео потребу да српски народ спозна вредности европске цивилизације, као и да тој истој Европи представи сопствено историјско и културно наслеђе, али и своја сопствена достигнућа.

### Језик дисертације
Дисертацију је писао на латинском сматрајући да ће вредност тезе бити већа. Иначе, Сава Текелија је био полиглота и знао је десетак страних језика.

### Уводна реч
Матица српска штампала је 2008. године дисертацију на стоседамдесету годишњицу формирања задужбине Текелијанум, као и избора Саве Текелије за председника Матице српске. Прву пут је у целости преведена са латинског на српски. Сем превода ту су и прилози на српском и енглеском језику.

## Докторске дисертације у18. веку
Докторске дисертације из тог времена се знатно разликују у односу на данашње дисертације. Некада је то био општи оквир за излагање пред комисијом. Састојао се из неколико основних и сажето изложених теза. Обим дисертација је био врло скроман и тежиште је било на усменој одбрани идеје за коју се кандидат залагао. Било је и уобичајено претеривање у посветама. На исти начин је и Сава написао посвету свом стрицу, Петру Текелији, у маниру великих хвалоспева.